# Aeroportul Palmas (Tocantins)
Aeroportul Palmas (Tocantins) (IATA: PMW, ICAO: SBPJ) este un aeroport din Tocantins, Região Norte do Brasil⁠(d), Brazilia ce deservește zona Palmas. Aeroportul a fost tranzitat în 2022 de 604.975 de pasageri. A fost numit după zona deservită.
Situat la o altitudine de 236 m, aeroportul dispune de 1 pistă. Este operat de Infraero⁠(d).

## Infrastructură

### Piste
Aeroportul dispune de o singură pistă. Pista 14/32 are suprafața de asfalt și dimensiunile 2.500 m × 45 m. 